# メナンドロス (マケドニアの将軍)
メナンドロス（希：Mενανδρoς, ラテン文字転記：Menandros, 生没年不明）は、アレクサンドロス3世に仕えたマケドニア王国の将軍である。

## アレクサンドロス生前
メナンドロスはヘタイロイの一人であるが、アレクサンドロスの東征においては傭兵部隊の指揮権を持っていた。紀元前331年のイッソスの戦いの少し前にメナンドロスはアレクサンドロスによってリュディア太守に任じられていたが、後に配置変えされたようであり、後任にはクレアルコスが就いた。紀元前323年にアレクサンドロスがバビロンに戻ってくるとメナンドロスは部隊を率いて王の下にはせ参じた。彼の他にもペウケスタス、フィロクセノスも部隊を率いてやってきており、彼らの軍はマケドニアの諸部隊に振り分けられた。

## アレクサンドロス死後
紀元前323年、アレクサンドロスの死後に開催された地位と属領の分割（バビロン会議）にてメナンドロスはリュディア太守に任じられた。その後、彼は間もなくアンティゴノスに摂政ペルディッカスのクレオパトラ（大王の姉妹でピリッポス2世とオリュンピアスの娘）との結婚の計画を伝えた。これを知ったアンティゴノスはペルディッカスの許から逃亡してマケドニアにいた二人の重臣、アンティパトロスとクラテロスにこれを知らせた。ペルディッカスはかねてアンティパトロスの娘のニカイアと婚約していたが、クレオパトラとの結婚でニカイアとの婚約を破棄した形になったためにその父の怒りを買い、さらに大王の姉妹との結婚はペルディッカスの王位への野心の表れとみなされ、アンティパトロスら諸将とペルディッカスとの間で戦争が起こった。
ペルディッカスはエジプトに拠るプトレマイオスを攻め滅ぼすべくエジプトに攻め込んだもののナイル渡河の失敗から部下に見放されて殺された。彼の死後の紀元前321年、トリパラディソスの軍会で帝国の再分配が行われた。この時メナンドロスはリュディア太守の地位を失い、後任にはクレイトスが就いた。この会議でアンティゴノスはエウメネスをはじめとする旧ペルディッカス派の残党狩りを命じられてアジアの総司令官に任命され、その前後にメナンドロスは彼の下についたようである。
オルキュニアの戦い（紀元前320年もしくは紀元前319年）でアンティゴノスに敗れた後、逃走中にエウメネスは輜重隊を率いているメナンドロスを見つけた。もしこの輜重隊を襲って略奪品を手にすれば軍の進軍速度が落ち、迅速な機動ができなくなることを恐れたエウメネスは、あたかもメナンドロスとのかねてからの友誼のゆえであるかのように見せかけて彼に密使を送り、攻めにくい要地へと撤退せよと忠告した。エウメネスの軍がメナンドロスの軍に接近した時にはメナンドロスの軍は難攻不落の要地を占めており、エウメネスは部下に向って失望落胆したふりをした。後日、メナンドロスはエウメネスを賞賛しながらこの事件をアンティゴノスに報告したが、アンティゴノスはエウメネスの目論見を見破り、それはエウメネス自身のためにした行動だと答えたといわれる。その後、アンティゴノスはエウメネスをカッパドキアのノラに封じ込めるのに成功したが、エウメネスがノラを脱出してカッパドキアを出発すると、アンティゴノスによって分遣されたメナンドロスはこれを追跡したものの、エウメネスは逃げおおせてタウロス山脈を渡ってキリキアに入った。これがメナンドロスが言及された最後で、以後は歴史の表舞台から消えた。

## 註
1. ↑  アッリアノス, III. 6
2. ↑  ibid, VII. 23
3. ↑  ディオドロス, XVIII. 3
4. ↑  クルティウス, X. 10. 2
5. ↑  フォティオス, cod. 82, 92
6. ↑  ユスティヌス, XIII. 4
7. 1 2  フォティオス, cod. 92
8. ↑  ディオドロス, XVIII. 23, 25
9. ↑  ibid, XVIII. 36
10. ↑  ibid, XVIII. 39
11. ↑  プルタルコス, 「エウメネス」, 9
12. ↑  ディオドロス, XVIII. 59